# WK Wohnen
Die WK Wohnen Vertriebs GmbH ist ein Anbieter von Möbeln. Sitz des Unternehmens ist das ostwestfälische Rheda-Wiedenbrück in Nordrhein-Westfalen. Die Produkte werden unter dem Markennamen WK Wohnen angeboten.

## Geschichte
Mit seiner mehr als einhundertjährigen Geschichte zählt WK Wohnen zu den ältesten Marken innerhalb der Einrichtungsbranche. Ursprung des Unternehmens ist die „Interessengemeinschaft Deutsche Werkstätten für Wohnungskunst“, die Arthur Schubert 1912 als Zusammenschluss von Einrichtungshäusern in Düsseldorf gründete. Ziel der Vereinigung war es, das allgemeine Verständnis für moderne, qualitätsorientierte Einrichtungen durch Aufklärung und eigene Entwürfe zu fördern. Im Folgejahr wurde die Marke „WK-Möbel“ eingeführt. Zu dieser Zeit bestand das Sortiment vor allem aus Schlaf-, Arbeits- und Speisezimmern.
Paul Griesser wurde in den 1920er Jahren zum künstlerischen Berater bestellt; aus seiner Feder stammten die ersten WK-Aufbaumöbel. Nach einer kriegsbedingten Zwangsauflösung im Jahre 1944 gründete Erwin Hoffmann die WK-Gruppe vier Jahre später neu. Otto Beringer entwarf 1949 das Programm „WKS 1“ und legte damit den Grundstein für den wirtschaftlichen Wiederaufstieg. Modelle wie das „WK-Satink“-Wohnprogramm von Georg Satink oder das erste zerlegbare Möbelprogramm „WKS 8 – Constructa“ (beide 1952) waren weitere wichtige Designentwicklungen.
Ab 1967 wurde eine Serie designorientierter Kunststoffstühle produziert; im gleichen Jahr schuf Ernst Martin Dettinger das Kubussystem „WK 478“, bestehend aus weiß lackierten Würfeln mit farbig abgesetzten Griffleisten. Die Elementsitzgruppe „WK 550“, ebenfalls ein Entwurf von Dettinger, machte die Idee der „Wohnlandschaft“ populär. 1987 präsentierte WK die Möbellinie „trion“ des Designers Kurt Ziehmer. 1988 wurde „trion“ in die deutsche Auswahl des Design Center Stuttgart aufgenommen.
Das komplette WK-Archiv wurde 1991 in Die Neue Sammlung, Staatliches Museum für angewandte Kunst, München, (heute: The International Design Museum Munich) überführt und für die wissenschaftliche Forschung bereitgestellt.
Im Zuge eines Eigentümerwechsels wurde der WK-Verband 2012 formal aufgelöst und in ein System der vertikalen Kooperation überführt. Die Kollektion wurde überarbeitet, auch der Kreis der Handelspartner wurde neu strukturiert und erweitert.

## Sortiment und Vertrieb
Das Sortiment von WK Wohnen umfasst heute Wohnzimmer, Polstermöbel, Couchtische, Esstische, Stühle, Schlafzimmer und Ambiente-Artikel wie Teppiche und Leuchten.
Die Produkte werden an etwa 30 Standorten produziert und vertrieben. Auch in Österreich, der Schweiz und den Niederlanden ist die WK Kollektion erhältlich. Insgesamt wird die Marke WK Wohnen derzeit von knapp 120 Einrichtungshäusern angeboten.

## Auszeichnungen
Für seinen Beitrag zur Weltausstellung in Brüssel wurde dem WK-Verband 1958 die Ehrenurkunde verliehen: Innerhalb der Deutschen Abteilung stellten WK-Möbel das Hauptkontingent der dort gezeigten Serienmöbel dar. Die Kücheneinrichtung „Triennale“ wurde 1960 während der XII. Triennale in Mailand ausgezeichnet. Neben weiteren Designpreisen wurde WK Wohnen seit 1997 insgesamt siebenmal mit dem Red Dot Design Award ausgezeichnet, darunter zwei Mal für Entwürfe von Stefan Heiliger.